# Pink Friday: Roman Reloaded – The Re-Up
Pink Friday: Roman Reloaded — The Re-Up — переиздание второго студийного альбома Pink Friday: Roman Reloaded, американской хип-хоп артистки Ники Минаж, выпущенное 19 ноября 2012 года, на лейблах Young Money, Cash Money Records и Republic Records. Релиз включает в себя оригинальный альбом Pink Friday: Roman Reloaded, 7 новых песен (The Re-Up) и материал записанный во время концертного турне реперши Pink Friday: Reloaded Tour (The Re-Up DVD).
Три сингла из переиздания «The Boys», «Freedom», «High School» оказались на 41, 31, и 20 в US Billboard Hot R&B/Hip-Hop Songs соответственно. Последний («High School») достиг 64 позиции в чарте Billboard Hot 100.
В качестве промо к Pink Friday: Roman Reloaded — The Re-Up Ники Минаж отправилась в турне Pink Friday: Reloaded Tour.

## Предыстория
В апреле 2012 года Минаж выпустила второй студийный альбом Pink Friday: Roman Reloaded. Пластинка записывлась с начала 2011 по начало 2012 годов.Над альбомом Ники работала с продюсерами RedOne, Алекс Да Кид, Давид Гетта, Dr. Luke, Hit-Boy.
В сентябре 2012 года, на премии MTV VMA, Минаж объявила о выпуске переиздания Pink Friday: Roman Reloaded, с несколькими новыми композициями. Обложкой для «Pink Friday: Roman Reloaded — The Re-Up» послужил кадр из клипа I Am Your Leader, который был обработан фанатом Ники. В ноябре 2012 года, также стало известно о том, что в переиздание войдет 7 новых треков и DVD с записью концерта рэп-исполнительницы. Параллельно созданию переиздания происходила запись трех выпусков Nicki Minaj: My Truth для телеканала E!

## Состав
Материал, представленный на EP, записан в Hip hop и R&B-жанрах с примесью танцевальной музыки. Открывающая мини-альбом композиция «Up in Flames», имеющая тяжелый и драматичный бит, направлена на высказывания противников Минаж. «Freedom» по мнению слушателей и критиков, похожа на записи вошедшие в дебютный альбом артистки Pink Friday (2010), имеет «минималистичную» мелодию и рассказывает о «подъеме» Ники к славе. «Hell Yeah» записанная совместно с Parker, повествует о конфликте с Мэра́йи Кэ́ри на шоу American Idol. «High School», записанный при участии Лил Уэйна, рассказывает о сексуальных отношениях с человеком отсидевшим срок в тюрьме. Пятый трек «I’m Legit», созданный при участии Сиары, показывает женщину которая отстаивает свои права. Записанная с Tyga и Brinx «I Endorse These Strippers», был описан Ники Минаж как «анархичный». Выпущенная первым синглом «The Boys» является по мнению Минаж и Кэсси Вентура (которая выступила приглашенным артистом) «женским гимном».

## Синглы
«The Boys», записанная совместно с Кэсси Вентура, была выпущена 13 сентября 2012 года.Песня достигла 41 места в Hot R&B/Hip-Hop Songs. Музыкальное видно было выпущено на Vevo 18 октября 2012 года.
2 ноября 2012 года, в качестве второго сингла, был выпущен трек «Freedom». Достиг 31 места в Hot R&B/Hip-Hop Songs. Видео на «Freedom» было выпущено 19 ноября 2012 года.
Третьим и финальным синглом из Pink Friday: Roman Reloaded — The Re-Up была выбрана композиция «High School», записанная при участии Лил Уэйна и выпущенная 16 апреля 2013 года. В чарте Billboard Hot 100 трек достиг пика на 64 позиции. Видеоклип на песню впервые был показан на канале MTV, 2 апреля 2013 года.

## Критика
Pink Friday: Roman Reloaded — Re-Up получил в целом положительные отзывы от музыкальных критиков. На Metacritic EP получил средний балл 72 на основе 100 рецензий. Дэвид Джеффрис из Allmusic высказал мнение, что Pink Friday: Roman Reloaded с поп-звучанием стал более сбалансированным благодаря новым семи трекам, добавив, что дополнительные треки и DVD, сделали альбом интереснее и лучше.Дэн Вайс из Boston Phoenix отметил, что рэп-мастерство Минаж стало острее и сильнее. Издание Los Angeles Times‍ оценило разнообразие жанров на релизе, и качественное «слияние» танцевальных жанров с хип-хоп настроением. Энди Гилл из The Independent дал мини альбому смешанный отзыв. Кайл Андерсон из Entertainment Weekly поставил пластинку на второе место в списке худших альбомов 2012 года, назвав переиздание «ненужным и совершенно бездушным».

## Список композиций
| №                   | Название                                                  | Автор(ы)                                                                     | Producer(s)                 | Длительность |
| ------------------- | --------------------------------------------------------- | ---------------------------------------------------------------------------- | --------------------------- | ------------ |
| 1.                  | «Up in Flames»                                            | Onika Maraj Matthew Samuels Zale Epstein Stephen Kozmeniuk Brett Ryan Kruger | Boi-1da The Maven Boys      | 5:05         |
| 2.                  | «Freedom»                                                 | Maraj Samuels Matthew Burnett                                                | Boi-1da Matthew Burnett*    | 4:47         |
| 3.                  | «Hell Yeah» (при участии Parker)                          | Maraj Ighile                                                                 | Parker Ighile               | 4:11         |
| 4.                  | «High School» (при участии Лил Уэйна)                     | Maraj Dwayne Carter, Jr. Samuels Tyler Williams                              | Boi-1da T-Minus             | 3:38         |
| 5.                  | «I'm Legit» (при участии Сиары)                           | Maraj Ester Dean Melvin Hough II Keith Thomas Rivelino Raoul Wouter          | Mel & Mus                   | 3:18         |
| 6.                  | «I Endorse These Strippers» (при участии Тайги и Бринкса) | Maraj Michael Foster Jawara Headley Jordan Houston Michael Stevenson         | Juicy J Crazy Mike          | 4:22         |
| 7.                  | «The Boys» (совместно с Кэсси)                            | Maraj Jonas Jeberg Jean Baptiste Lillianna Saldaña Anjulie Persaud           | Jeberg Baptiste*            | 4:08         |
| 8.                  | «Va Va Voom»                                              | Maraj Gottwald Grigg Martin Walter                                           | Dr. Luke Kool Kojak Cirkut* | 3:02         |
| Общая длительность: | Общая длительность:                                       | Общая длительность:                                                          | Общая длительность:         | 32:31        |

| №                   | Название                   | Длительность |
| ------------------- | -------------------------- | ------------ |
| 1.                  | «Come on a Cone»           | 4:05         |
| 2.                  | «Make Me Proud»            | 3:05         |
| 3.                  | «Roman's Revenge»          | 3:33         |
| 4.                  | «Fire Burns»               | 4:28         |
| 5.                  | «Save Me»                  | 3:13         |
| 6.                  | «Facts of Life»            | 3:16         |
| 7.                  | «Broken Silence»           | 4:56         |
| 8.                  | «Moment 4 Life»            | 4:25         |
| 9.                  | «Starships»                | 3:27         |
| 10.                 | «Up All Night»             | 3:30         |
| 11.                 | «Party Animal Beat»        | 3:25         |
| 12.                 | «One of Those Nights Beat» | 3:15         |
| 13.                 | «End of Worlds Beat»       | 3:18         |
| 14.                 | «The W Beat»               | 3:47         |
| 15.                 | «Yardie Beat»              | 3:16         |
| 16.                 | «Prosty Beat»              | 3:06         |
| 17.                 | «Water Logged Beat»        | 2:59         |
| 18.                 | «Gotta Ball Beat»          | 4:39         |
| 19.                 | «Untitled»                 | 3:16         |
| Общая длительность: | Общая длительность:        | 68:59        |

| №                   | Название                                              | Автор(ы)                                                                                 | Producer(s)                                               | Длительность |
| ------------------- | ----------------------------------------------------- | ---------------------------------------------------------------------------------------- | --------------------------------------------------------- | ------------ |
| 1.                  | «Roman Holiday»                                       | Maraj Winston Thomas Larry Nacht Safaree Samuels                                         | BlackOut Movement Pink Friday Productions Vinny Venditto* | 4:05         |
| 2.                  | «Come on a Cone»                                      | Maraj Chauncey Hollis                                                                    | Hit-Boy                                                   | 3:05         |
| 3.                  | «I Am Your Leader» (при участии Кэмрона и Рика Росса) | Maraj Hollis William Roberts II Cameron Giles                                            | Hit-Boy                                                   | 3:33         |
| 4.                  | «Beez in the Trap» (при участии 2 Chainz)             | Maraj Maurice Jordan Tauheed Epps                                                        | Kenoe                                                     | 4:28         |
| 5.                  | «HOV Lane»                                            | Maraj Ryan Marrone Garrick Smith Samuels                                                 | Ryan & Smitty Pink Friday Productions                     | 3:13         |
| 6.                  | «Roman Reloaded» (при участии Лил Уэйна)              | Maraj Carter Ricardo LaMarre Samuels                                                     | Rico Beats Pink Friday Productions                        | 3:16         |
| 7.                  | «Champion» (при участии Наса, Дрейка и Young Jeezy)   | Maraj Tyler WilliamsДрейк (рэпер) Nikhil Seetharam Aubrey Graham Jay Jenkins Nasir Jones | T-Minus Seetharam*                                        | 4:56         |
| 8.                  | «Right by My Side» (при участии Криса Брауна)         | Maraj Andrew Wansel Warren Felder Dean Jameel Roberts Ronny Colson                       | Andrew "Pop" Wansel Oak Flip* JProof*                     | 4:25         |
| 9.                  | «Sex in the Lounge» (при участии Лил Уэйна и Bobby V) | Maraj Ernest Wilson Matthew Hall Carter Ness Wilson Samuels                              | M.E. Productions Pink Friday Productions                  | 3:27         |
| 10.                 | «Starships»                                           | Maraj Nadir Khayat Carl Falk Rami Yacoub Wayne Hector                                    | RedOne Rami Falk                                          | 3:30         |
| 11.                 | «Pound The Alarm»                                     | Maraj Khayat Falk Yacoub Bilal Hajji Achraf Jannusi                                      | RedOne Falk Rami                                          | 3:25         |
| 12.                 | «Whip It»                                             | Maraj, Khayat Alex Papaconstantinou Björn Djupström Hajji Hector                         | RedOne Alex P                                             | 3:15         |
| 13.                 | «Automatic»                                           | Maraj Khayat Jimmy Thornfeldt Geraldo Sandell                                            | RedOne Jimmy Joker                                        | 3:18         |
| 14.                 | «Beautiful Sinner»                                    | Maraj Alexander Grant Dean                                                               | Alex da Kid                                               | 3:47         |
| 15.                 | «Marilyn Monroe»                                      | Maraj, Daniel James Leah Haywood Ross Golan Jonathan Rotem                               | J. R. Rotem Dreamlab *                                    | 3:16         |
| 16.                 | «Young Forever»                                       | Maraj Lukasz Gottwald Kelly Sheehan Henry Walter                                         | Dr. Luke Cirkut                                           | 3:06         |
| 17.                 | «Fire Burns»                                          | Maraj Wansel Felder                                                                      | Wansel Oak                                                | 3:00         |
| 18.                 | «Gun Shot» (при участии Бинни Мэна)                   | Maraj Daniel Johnson Moses Davis Christian Grossett                                      | Kane Beatz First Born*                                    | 4:39         |
| 19.                 | «Stupid Hoe»                                          | Maraj Tina Dunham Samuels                                                                | DJ Diamond Kuts Pink Friday Productions                   | 3:16         |
| Общая длительность: | Общая длительность:                                   | Общая длительность:                                                                      | Общая длительность:                                       | 68:59        |

## Участники записи
Информация взята с онлайн бызы данных Allmusic.
Исполнители
- Nicki Minaj — основной исполнитель
- 2 Chainz — приглашённый исполнитель
- Beenie Man — приглашённый исполнитель
- Brinx — приглашённый исполнитель
- Chris Brown — приглашённый исполнитель
- Cam’ron — приглашённый исполнитель
- Ciara — приглашённый исполнитель
- Кэсси Вентура — приглашённый исполнитель
- Drake — приглашённый исполнитель
- Lil Wayne — приглашённый исполнитель
- Нэс — приглашённый исполнитель
- Parker Ighile — приглашённый исполнитель
- Рик Росс — приглашённый исполнитель
- Tyga — приглашённый исполнитель
- Bobby V — приглашённый исполнитель
- Young Jeezy — приглашённый исполнитель
- Marissa Bregman — вокал
- Carl Falk — вокал
- Kalenna Harper — вокал
- Wayne Hector — вокал
- Amoy Levy — вокал
- Mohombi — вокал
- Renee Rowe — вокал
- AJ Junior — бек-вокал
- Bilal «The Chef» Hajji — бек-вокал
- LaKeisha Lewis — бек-вокал
- Jeanette Olsson — бек-вокал
- RedOne — бек-вокал
- Teddy Sky — бек-вокал
- Candace Marie Wakefield — бек-вокал

Продюсеры
- Cortez Bryant — исполнительный продюсер
- Dwayne Carter — исполнительный продюсер
- Nicki Minaj — исполнительный продюсер
- Jermaine Preyan — исполнительный продюсер
- Safaree «SB» Samuels — исполнительный продюсер
- Bryan «Baby Birdman» Williams — исполнительный продюсер
- Ronald «Slim Tha Don» Williams — исполнительный продюсер
- Carl Falk — продюсер
- Nicholas Cooper — продюсер
- Jean Baptise
- Rico Beats
- Boi-1DA
- Blackout
- Cirkut
- Crazy Mike
- DJ Diamond Kuts
- Dr. Lile
- Dreamlab
- Flippa123
- Grizzlee
- Hit Boy
- Parker Ighile
- Jimmy Joker
- Jonas Jeberg
- JProof
- Juicy J
- Kane
- Ke’Noe
- Kool Kojak
- Stephen Kozmeniuk
- Alex Da Kid
- Mus
- Oakwud
- Alex P
- Party Animal
- RedOne
- J.R. Rotem
- Nikhil Seethram
- T-Minus
- Andrew «Pop» Wansel
- Rami Yacoub

Технический персонал
- Chris Athens — мастеринг
- Boi-1DA — ударные, сведение
- Tanisha Broadwater — контроль производства
- Michael «Banger» Cadahia — инженер
- Ariel Chobaz — инженер, сведение
- Noel Cadastre — ассистент записи
- Cirkut — инструментовка, программирование
- Donald «Tixie» Dixon — инженер
- Aubry «Big Juice» Delaine — сведение
- Dr. Luke — инструментовка, программирование
- Zale Epstein — программирование ударных
- Carl Falk — гитара, инструментовка, сведение
- Elizabeth Gallardo — ассистент записи
- Brian «Big Bass» Gardner — мастеринг
- Serban Ghenea — сведение
- Clint Gibbs — ассистент записи
- John Hanes — инженер сведения
- Jess Jackson — инженер
- Jimmy Joker — инструментовка
- Koool Kojak — музыкант
- Stephen Kozmeniuk — колокола, инженер, гитара, орган, синтезатор, альт
- Gelly Kusuma — инженер
- Maven Boys — дополнительное произведение
- Donnie Meadows — контроль производства
- Katie Mitzell — контроль производства
- Trevor Muzzy — инженер, сведение, обработка вокала
- Chris «Tek» O’Ryan — инженер
- Alex P. — инженер, инструментовка, обработка вокала
- Parker Ighile — инженер сведения
- RedOne — инструментовка, обработка вокала
- Irene Richter — контроль производства
- John Rivers — инженер
- Tim Roberts — ассистент записи
- Bret Ryan — клэпинг, рояль
- Phil Seaford — ассистент свидения
- Noah Shebib — инженер
- Jon Sher — ассистент свидения, ассистент записи
- Finis «KY» White — инженер
- Stuart White — инженер
- Rami Yacoub — инструментовка, сведение, обработка вокала
- Scott «Yarmov» Yarmovsky — контроль производства

Прочие участники
- Joshua Berkman — A&R
- Safaree «SB» Samuels — A&R
- Hype Williams — фотограф
- Jahshari Wilson — дизайн обложки

## Чарты
| Чарт (2012—2013)                 | Место |
| -------------------------------- | ----- |
| Belgium Flanders Albums Chart[A] | 84    |
| Belgium Wallonia Albums Chart[A] | 118   |
| Dutch Albums Chart[A]            | 79    |
| French Albums Chart[A]           | 80    |
| New Zealand Albums Chart[A]      | 21    |
| Spanish Albums Chart[A]          | 97    |
| Swedish Hip-Hop Albums Chart     | 2     |
| US Billboard 200[A]              | 27    |
| US Top R&B/Hip-Hop Albums[A]     | 4     |
| US Rap Albums[A]                 | 3     |

### Финальный годовой чарт
| Чарт(2012)              | Место |
| ----------------------- | ----- |
| Australian Albums Chart | 48    |